# Kirche Hl. Apostel Peter und Paul (Noćaj)

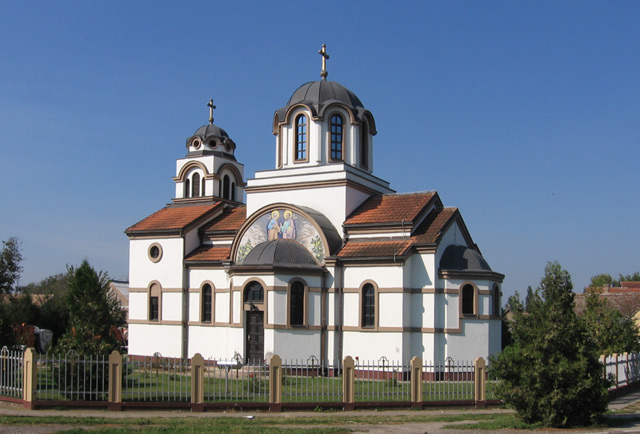
Die Kirche Hl. Apostel Peter und Paul

Die Kirche Hl. Apostel Peter und Paul (serbisch: Црква Светих апостола Петра и Павла / Crkva Svetih apostola Petra i Pavla) ist eine serbisch-orthodoxe Kirche im Dorf Noćaj in der nordserbischen Provinz Vojvodina. 
Die Kirche wurde 1997 erbaut und den heiligen Aposteln Peter und Paul geweiht. Sie ist die Pfarreikirche der Pfarrei Noćaj im Dekanat Mačva der Eparchie Šabac der Serbisch-orthodoxen Kirche.

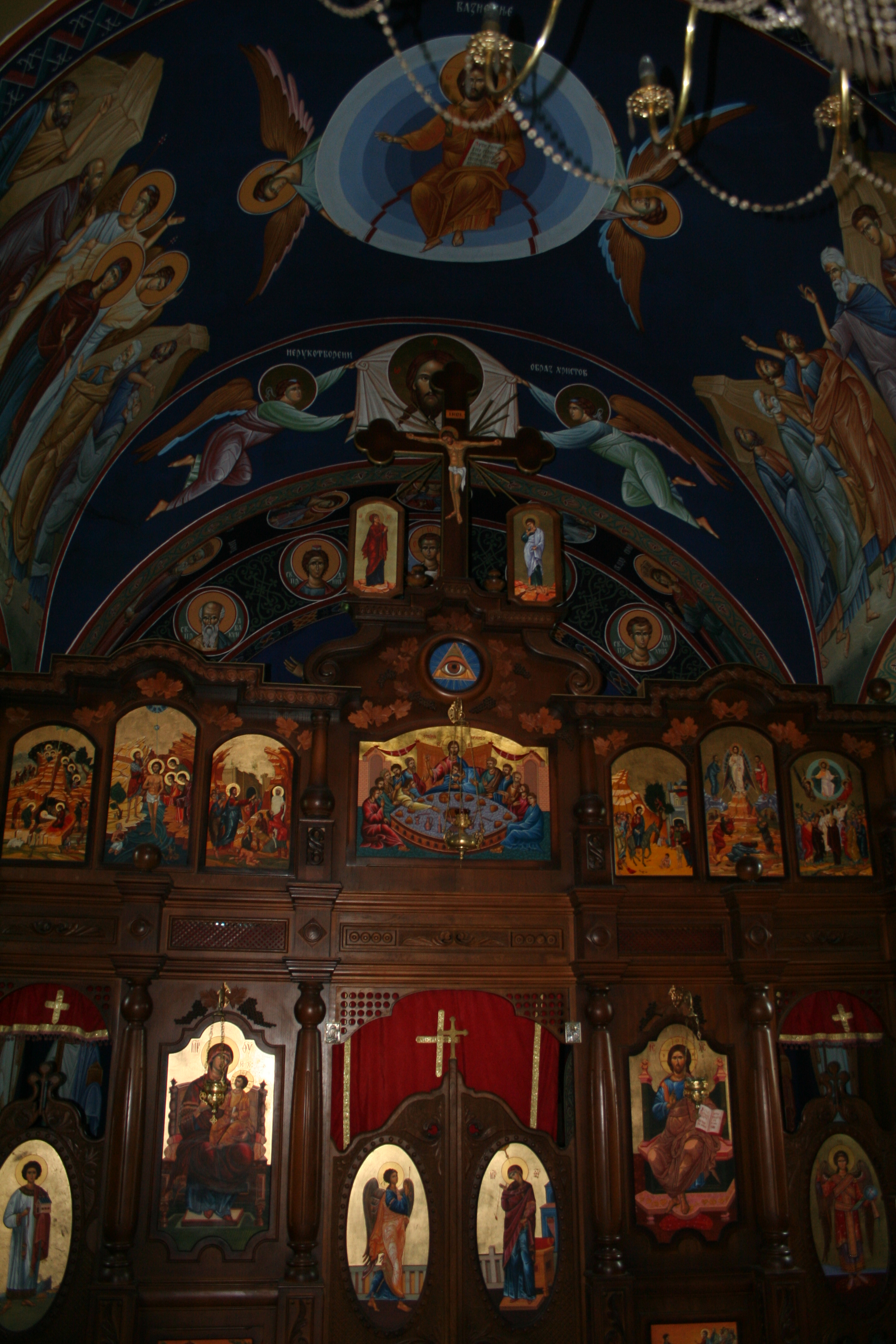
Die Ikonostase der Kirche

## Lage

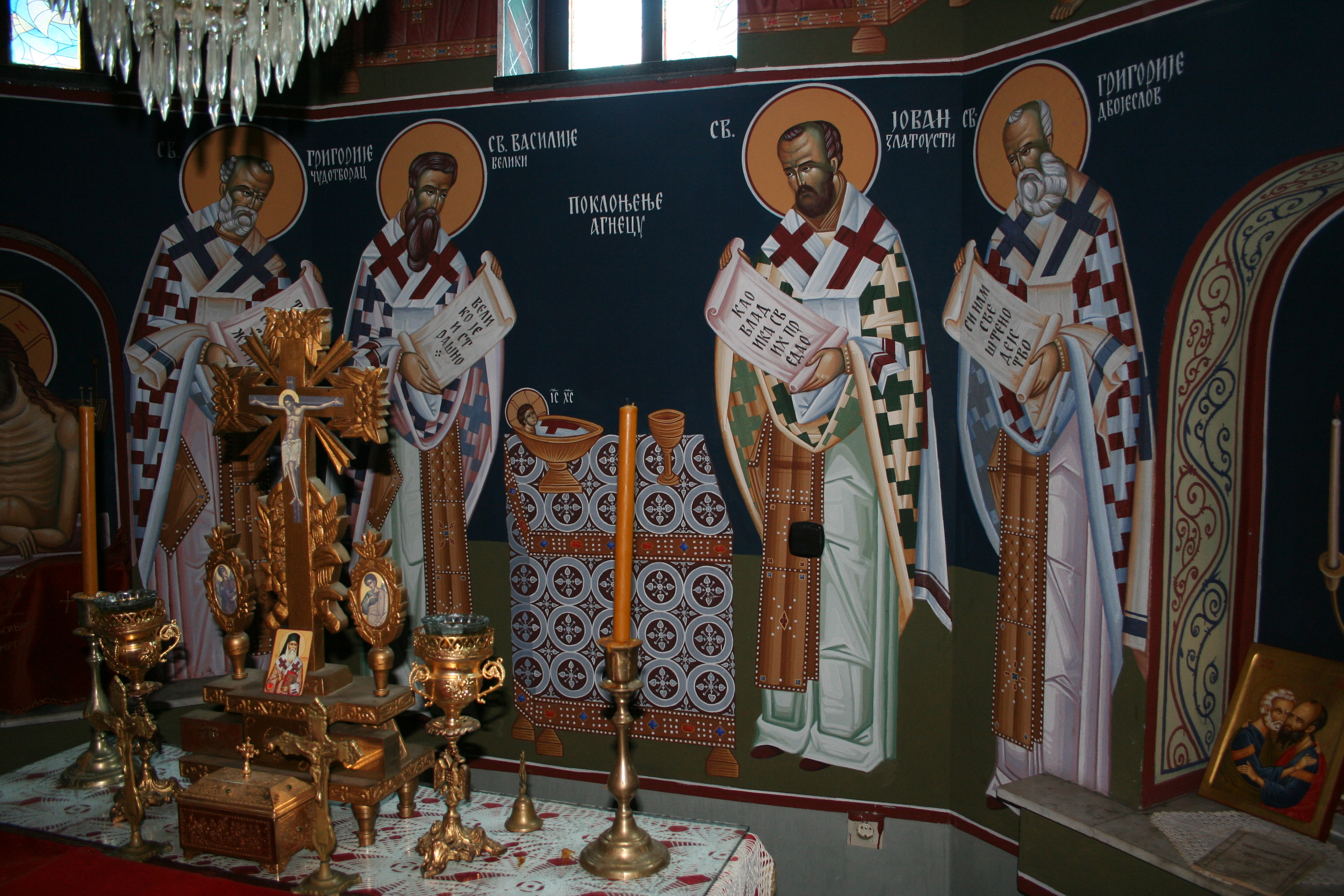
Fresken im Altarbereich der Kirche

Noćaj und die Kirche sind 10 Kilometer von Sremska Mitrovica entfernt. Das Gotteshaus steht im Zentrum des Dorfs und 10 Kilometer von der Save. 
Die Pfarrei Noćaj besteht aus Noćaj und einem Teil des Dorfes Radenković. Die Peter-und-Paul-Kirche steht in der Straße Ulica Stojana Pandurovića 2.

## Geschichte und Architektur
Die Kirche wurde 1997 errichtet. Als Ktitoren der Kirche gelten Branislav Pačirski, seine Ehefrau Katarina und sein Sohn Petar. Priester ist Ivan Radović. 
Die neue Kirche wurde auf dem Gelände der alten serbisch-orthodoxen Dreifaltigkeitskirche erbaut. Diese wurde 1808 errichtet, musste jedoch schon 1811 abgerissen werden. Die Dorfbewohner gingen bis 1997 ins 10 Kilometer entfernte Sremska Mitrovica zum Gottesdienst. 

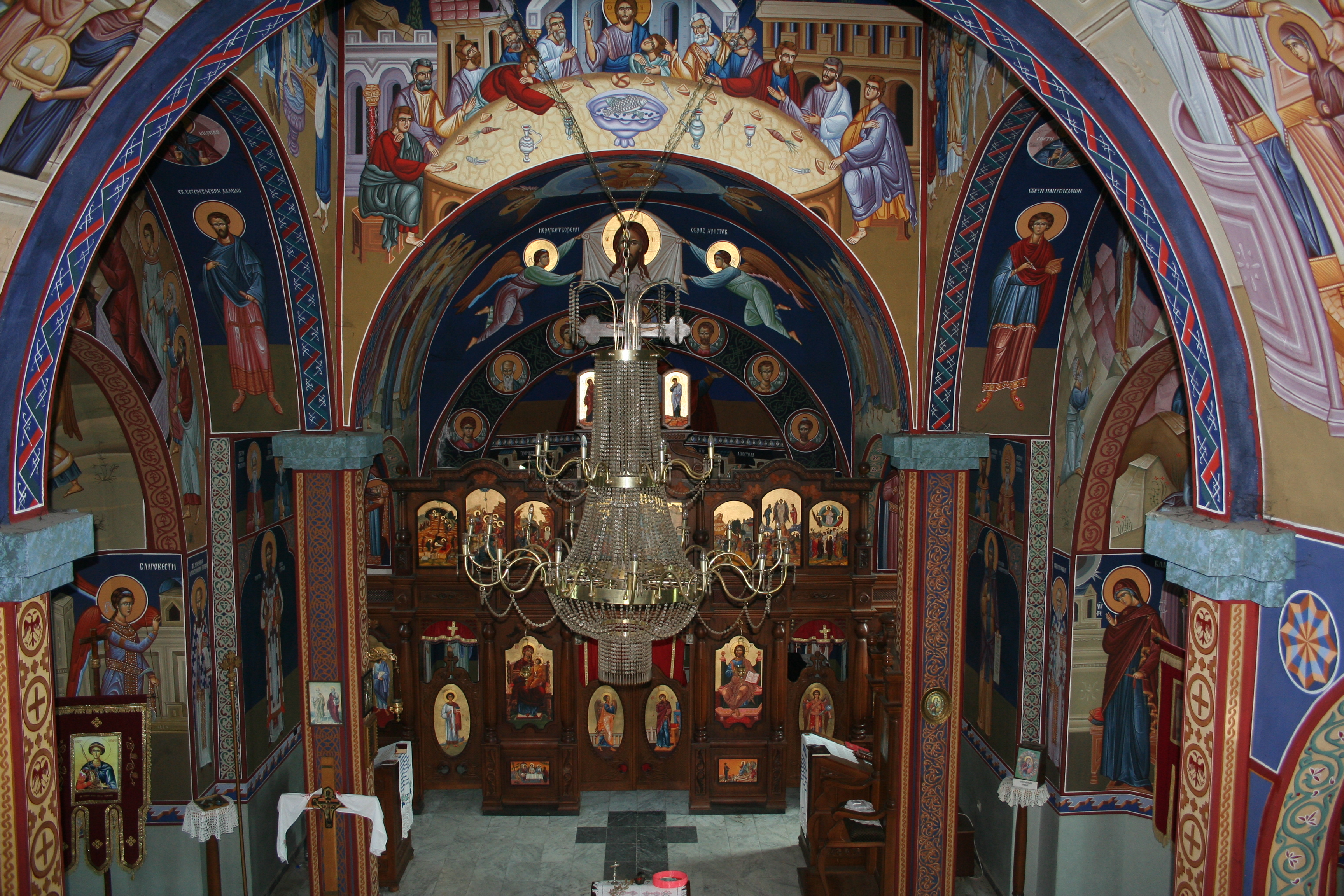
Fresken im Inneren der Kirche

Die Kirche ist im Neoserbisch-byzantinischen Stil erbaut worden, mit einer großen Kuppel über dem Kirchenschiff, einer Apsis im Osten und einen Kirchturm im Westen. Die Fresken der Kirche malte der bekannte Ikonen- und Freskenmaler Dragomir Marunić.